# Baltasar Kormákur
Baltasar Kormákur Samper (Reykjavik, Islàndia, 27 de febrer de 1966) és un actor, guionista, productor i director de cinema islandès que ha treballat en teatre, cine i televisió. Conegut per haver dirigit pel·lícules com 101 Reykjavík, Veritats ocultes, Les maresmes, Djúpið (The Deep), i Everest.
Baltasar Kormákur és fill d'una escultora islandesa i del pintor barceloní exiliat Baltasar Samper, i també besnet del poeta mallorquí Baltasar Samper i Marquès. Es va llicenciar en art dramàtic a l'Acadèmia Nacional de Belles Arts d'Islàndia el 1990. Va treballar en el Teatre Nacional d'Islàndia on va dirigir diverses obres independents. Debutà com a director l'any 2000 amb 101 Reykjavík, pel·lícula que també va co-produir i en va escriure el guió, basat en una novel·la de Hallgrimur Helgason. A més, hi participà com a actor, juntament amb els protagonistes Victoria Abril i Hilmir Snær Guðnason, guanyant el premi Discovery en el Festival de Toronto.
Amb Hafið (The Sea, 2002), una tragèdia familiar ambientada en un poble de la costa islandesa, va obtenir vuit premis Edda, els premis nacionals del cinema islandès. Les maresmes (Mýrin, 2006), amb cinc premis Edda i Brúðguminn (White Night Wedding, 2008), que narra la història d'un professor buscant sentit a la seva vida, amb set premis Edda, li van suposar també importants èxits de públic a Islàndia i estrenes en diversos països. El 2008 va dirigir el seu primer llargmetratge als Estats Units, Inhale, un thriller protagonitzat per Dermot Mulroney i Diane Kruger. En el film Djúpið (The Deep, 2012), un drama intrigant basat en un fet real sobre l'únic supervivent del naufragi d'un vaixell de pesca enfonsat davant les costes d'Islàndia el 1984, va aconseguir onze Edda, entre ells millor pel·lícula, director i actor de l'any.
El 2012 va dirigir Contraband, un film d'acció protagonitzat per Mark Wahlberg i Kate Beckinsale, remake nord-americà de Reykjavík-Rotterdam, que el mateix Kormákur havia protagonitzat el 2008, en aquest cas amb direcció de l'islandès Óskar Jónasson. El 2013 va estrenar 2 Guns, adaptació d'una sèrie de còmics del mateix nom, amb Mark Whalberg com a protagonista, al costat de Denzel Washington. El 2015 va dirigir Everest, inspirada en fets reals i en diversos llibres, tot i que no apareixen als crèdits del guió (entre ells La febre del cim (Into Thin Air) del periodista estatunidenc Jon Krakauer), centrada en la tragèdia humana que va tenir lloc a l'Everest el 1996. La pel·lícula és protagonitzada per Jason Clarke, Jake Gyllenhaal, Josh Brolin, John Hawkes, Robin Wright, Keira Knightley, Sam Worthington i Emily Watson. Va obrir el Festival de Venècia de 2015, fora de competició.

## Filmografia
| Any  | Títol                                      | Director | Guionista | Productor | Actor | Notes              |
| ---- | ------------------------------------------ | -------- | --------- | --------- | ----- | ------------------ |
| 1995 | Agnes                                      |          |           |           | x     |                    |
| 1996 | Djöflaeyjan                                |          |           |           | x     |                    |
| 2000 | Englar alheimsins                          |          |           |           | x     |                    |
| 2000 | 101 Reykjavík                              | x        | x         | x         | x     |                    |
| 2002 | Hafið (The Sea)                            | x        | x         | x         |       |                    |
| 2003 | Stormy Weather                             |          |           |           | x     |                    |
| 2005 | Veritats ocultes (A Little Trip to Heaven) | x        | x         | x         |       |                    |
| 2006 | Les maresmes (Mýrin)                       | x        | x         | x         |       |                    |
| 2008 | Brúðguminn                                 | x        | x         | x         |       |                    |
| 2008 | Reykjavík-Rotterdam                        |          |           | x         | x     |                    |
| 2010 | Inhale                                     | x        |           |           |       |                    |
| 2012 | Contraband                                 | x        |           | x         |       |                    |
| 2012 | Djúpið                                     | x        | x         | x         |       |                    |
| 2013 | 2 guns                                     | x        |           |           |       |                    |
| 2013 | The Missionary (telefilm)                  | x        |           |           |       | Telefilm           |
| 2015 | Everest                                    | x        |           |           |       |                    |
| 2015 | Trapped                                    | x        | x         |           |       | Sèrie de televisió |